# 劉南奎
劉南奎（ユ・ナムキュ、유남규、Yoo Nam-kyu、劉南圭、1968年6月4日 - ）は、大韓民国の卓球選手。本貫は江陵劉氏。
左利き、日本式ペンホルダーラケットを使用するドライブ主戦型。強力なフォアハンドドライブとバックハンド強打、「天翔ける龍」と称された強靭なフットワークで1980年代から1990年代にかけて活躍した。卓球が初めて正式種目となった1988年のソウルオリンピックで男子シングルス金メダリストとなっている。

## 主な戦績
- 1986年
  - 1986年アジア競技大会 男子シングルス優勝
- 1987年
  - 第39回世界選手権ニューデリー大会 男子ダブルス3位（安宰亨と）
- 1988年
  - ソウルオリンピック 男子シングルス金メダル、男子ダブルス銅メダル（安宰亨と）
- 1989年
  - 第40回世界選手権ドルトムント大会 混合ダブルス優勝（玄静和と）、男子シングルスベスト16
- 1991年
  - 第41回世界選手権千葉大会 男子シングルスベスト8
- 1992年
  - バルセロナオリンピック 男子ダブルス銅メダル（金擇洙と）
  - 男子ワールドカップ（ホーチミン） 3位
- 1993年
  - 第42回世界選手権イェーテボリ大会 男子ダブルス3位（金擇洙と）、混合ダブルス準優勝（玄静和と）
- 1994年
  - 1994年アジア競技大会 男子シングルス準優勝
- 1995年
  - 第43回世界選手権天津大会 男子団体3位
- 1996年
  - アトランタオリンピック 男子ダブルス銅メダル（李哲承と）
- 1997年
  - 第44回世界選手権マンチェスター大会 男子団体3位